# Plånbok borttappad
Plånbok borttappad är en roman av Sivar Arnér som publicerades av Bonniers 1943. Boken var Arnérs första roman och utkom några månader efter hans debutverk, novellsamlingen Skon som krigaren bar. Den tar upp många av de teman som senare skulle komma att prägla Arnérs böcker såsom det existentialistiska synsättet, den mänskliga moralen och absurditeten i vardagen. Boken präglas också av det, för Arnér, karakteristiskt avskalade språket.

## Handling
Plånbok borttappad utspelar sig under den kalla vintern 1943 i Stockholm och skildrar den fattiga och torftiga tillvaro som huvudkaraktären, korvgubben Sju, för fram till en dag då han hittar en plånbok. Förutom pengar visar den sig innehålla diverse mystiska kartor, texter på esperanto och chiffer. Till en början är Sju helt inställd på att lämna tillbaka plånboken till dess ägare, men ändrar sig då han upptäcker att den tillhör den arroganta direktören Algot. Sju, som befinner sig lägst ner på samhällsstegen och har en uppgiven och nästan nihilistisk livssyn, väntar sig inte dra någon praktisk nytta av sitt förvärv, mer än att hämnas samhällets abstrakta ondska.  Boken behandlar sedan de moraliska kval som huvudkaraktären ställs inför vilket skapar inre konflikter av ett slag som närmast liknar karaktären Raskolnikovs tankar i Brott och straff. Plånbok borttappad bär också på många tidstypiska referenser och skapar, trots sin avskalade stil, en stämningsfull skildring av Stockholm under Andra världskriget.